# 郭文匯
郭文匯（？—？），江西新建人，清朝政治人物。
嘉慶二十五年（1820年）庚辰科進士。道光十八年七月初九，由山西河东道道员升任廣西按察使。道光二十年十二月二十三（1841年1月15日），令擢甘肃布政使，調令未達而卒於任上。